# Мир в Буше
Ми́р в Буше́ (пол. Pokój w Buszy), также известный как Бушевский трактат (Traktat w Buszy) (Мир у Ярузи) — мирный договор, заключённый между великим коронным гетманом Польско-Литовской республики Станиславом Жолкевским и османским военным начальником Искендер-пашой, 23 сентября 1617 года, в подольском Буше (сегодня — село в Украине, Ямпольский район, Винницкая область).

## Предыстория
Когда польско-литовское и османское войско встретились, они решили вести переговоры, а не воевать. В этом мирном договоре Станислав Жолкевский соглашался уступить город-крепость Хотин, чтобы османы с крымчанами прекратили вмешательство в дела Молдавского княжества.

## Условия
По договору от 1617 года заявлялось, что Польско-Литовская республика не будет вмешиваться во внутренние дела вассалов Османской империи в Трансильвании, Молдавии и Валахии. В свою очередь, Османская империя обещала остановить крымско-перекопские татарские набеги. Османская империя также имела право вмешиваться в дела Трансильвании, Молдавского княжества и Валахии и выбирать правителей обозначенных регионов.

## Последствия
Договор был нарушен обеими сторонами, так как казаки и крымские и перекопские татары продолжали набеги. Это привело к новой войне, но статус-кво был подтверждён в период после войны Речи Посполитой и Османской империи 1620—1621 годов по Хотинскому договору.